# Munnikenmolen
De Munnikenmolen is een wipmolen aan de rand van de Nederlandse plaats Leiderdorp, langs de Dwarswatering. De molen is in 1890 gebouwd ten behoeve van de bemaling van de Munnikkenpolder, als vervanging van een in dat jaar afgebrande molen. Op de plaats waar de molen staat is al sinds 1566 een molen te vinden. De molen heeft dienstgedaan tot 1958, toen een gemaal gebouwd werd dat de bemaling overnam. In 1964 kocht de gemeente Leiderdorp de molen. 
Later werd de locatie, nabij een snelweg en tegen een woonwijk, ongunstig vanwege plannen van de gemeente Leiderdorp er hoogbouw omheen te zetten. In 2009 besloot het gemeentebestuur de molen te verplaatsen, ondanks fel protest van de omwonenden. De molen zal samen met twee andere molens uit de regio een 'molencarrousel' gaan vormen: de Meerburgermolen is vanuit Zoeterwoude verplaatst naar de Munnikkenpolder in Leiderdorp, de Kalkpoldermolen uit Leiderdorp wordt naar de Doespolder in de gemeente Kaag en Braassem verplaatst, terwijl de Munnikenmolen in Leiderdorp blijft, maar wordt verplaatst naar de Munnikkenpolder.
De molen staat sinds 2014 maalvaardig aan het Peter van der Voortpad in de Munnikkenpolder.

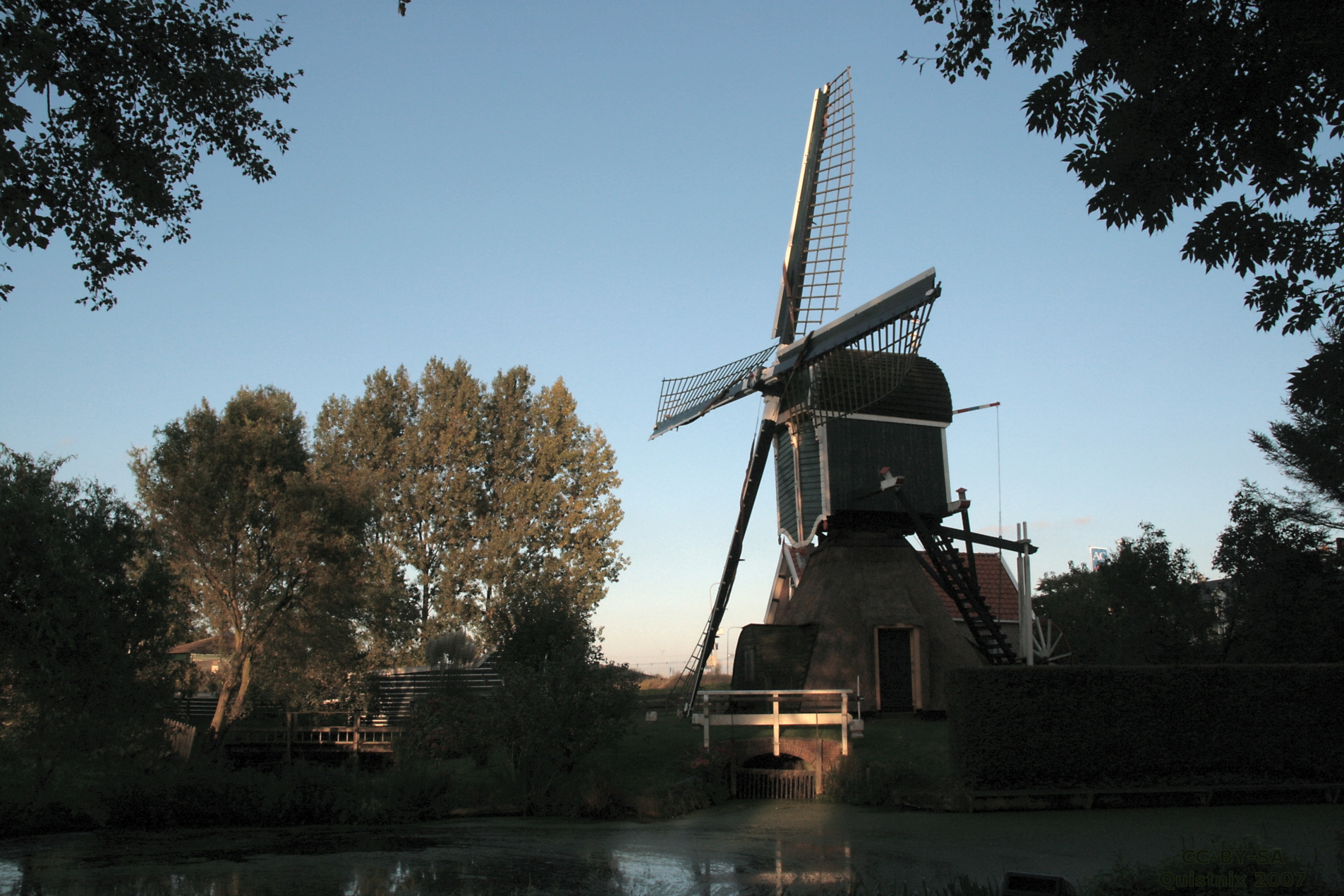
Molen voor verplaatsing
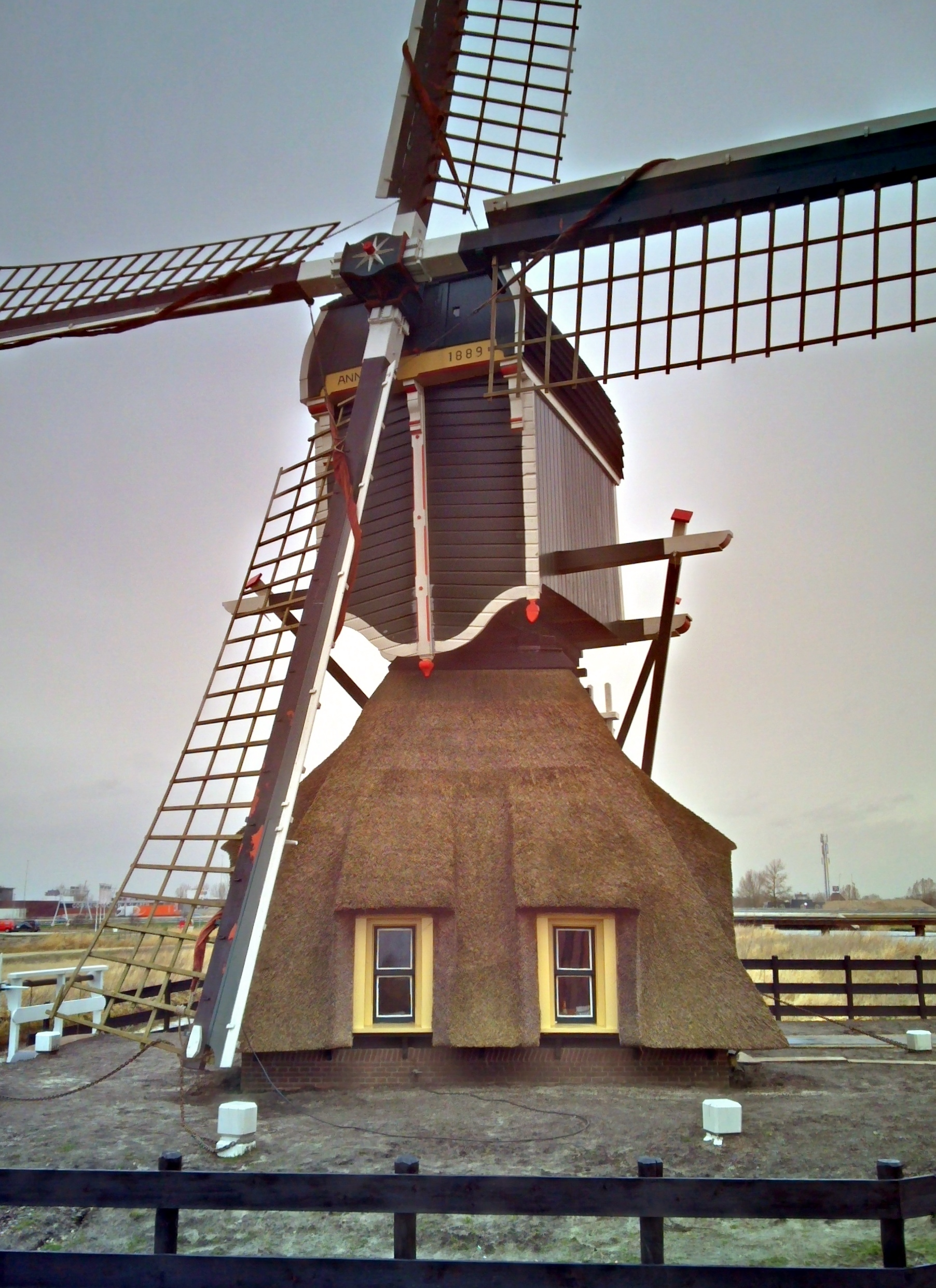
Molen op nieuwe plek